# Nikołaj Kuźmienko
Nikołaj Nikołajewicz Kuźmienko, ros. Николай Николаевич Кузьменко (ur. 22 września?/5 października 1912 w Nowojegorowce, gubernia chersońska, zm. 4 listopada 1992) – Ukrainiec, radziecki generał major.

## Życiorys
Ukończył kursy politechniczne (technikum), 8 sierpnia 1931 wstąpił ochotniczo do Armii Czerwonej i został kursantem szkoły dowódców kawalerii, po ukończeniu której dowodził plutonem kawalerii i następnie 15 października 1936 szwadronu kawalerii. 20 listopada 1938 objął funkcję komendanta pułkowej szkoły podoficerskiej, a 8 września 1940 zastępcy dowódcy pułku ds. liniowych. Był oficerem wojsk pancernych Armii Radzieckiej, uczestnikiem wojny radziecko-niemieckiej, 15 grudnia 1941 został ranny, po wyleczeniu 15 stycznia 1942 wyznaczony zastępcą dowódcy 7 Brygady Pancernej, a 5 czerwca 1942 149 Samodzielnej Brygady Pancernej, której 20 sierpnia został dowódcą. Jako podpułkownik w okresie od 1 sierpnia 1942 do 15 grudnia 1943 dowodził 143 Brygadą Pancerną, a od 1 marca 1944 do 31 sierpnia 1945 256 Brygadą Pancerną.
Do Wojska Polskiego przekazany 4 kwietnia 1950 na wniosek Konstantego Rokossowskiego. W stopniu pułkownika dowodził 16 Dywizją Pancerną w Elblągu, później  był dowódcą 20 DP w Szczecinku. W 1954 (według innych źródeł od 20 listopada 1952) jako generał został dowódcą 1 Korpusu Pancernego w Gdańsku.
Od 5 stycznia do 1 listopada 1955 był słuchaczem Wyższych Kursów Akademickich przy Wojskowej Akademii Sztabu Generalnego im. Woroszyłowa w Moskwie. Od 17 grudnia 1955 zastępca dowódcy (od 15 marca 1957 zastępca do spraw liniowych) i szef oddziału przygotowania bojowego 7 Armii Zmechanizowanej (od 20 maja 1957 Pancernej). Od 29 maja 1964 Starszy Grupy Specjalistów Wojskowych w Algierii. Od 25 października 1966 w dyspozycji Głównego Zarządu Kadr. Od 31 stycznia 1967 zastępca szefa zarządu przygotowania bojowego Leningradzkiego Okręgu Wojskowego. Od 18 października 1971 w dyspozycji dowódcy tego Okręgu. 
4 listopada 1971 zwolniony do rezerwy.

## Awanse
- porucznik (01.1936),
- st. porucznik (13.03.1938),
- kapitan (16.07.1940),
- major (08.1941),
- podpułkownik (12.10.1942),
- pułkownik (20.11.1944),
- generał major wojsk pancernych (31.05.1954)[3].

## Życie prywatne
W Polsce mieszkał w Gdańsku. Był żonaty z Chrystyną. Małżeństwo miało cztery córki.

## Odznaczenia
- Order Lenina 30.12.1956
- Krzyż Oficerski Orderu Odrodzenia Polski (1954)
- Order Czerwonego Sztandaru (czterokrotnie - (17.12.1941, 11.02.1942, 13.02.1942, 19.11.1951)
- Order Czerwonej Gwiazdy (30.04.1947)
- Medal „Za zasługi bojowe” (03.11.1944)
- Medal „Za obronę Leningradu” (18.07.1943)
- Medal „Za zwycięstwo nad Niemcami w Wielkiej Wojnie Ojczyźnianej 1941–1945” (24.06.1945)

i inne